# Ankare (mått)
En ankare är en liten tunna av standardiserad storlek, och fungerade i äldre tider även som rymdmått för våta varor som motsvarar 1/4 åm, 15 kannor eller 39,26 liter. Det användes ofta som mått på vin, öl och brännvin. Måttet blev officiellt år 1665.
Måttet halvankare är hälften av en ankare, eller 19,63 liter.

## Äldre svenska större våtvarumått[2]
| Foder | Pipa | Oxhuvud | Fat (Åm) | Halvfat | Ankare | Halvankare | Kanna | Liter   |
| ----- | ---- | ------- | -------- | ------- | ------ | ---------- | ----- | ------- |
| 1     | 2    | 4       | 6        | 12      | 24     | 48         | 360   | 942,12  |
|       | 1    | 2       | 3        | 6       | 12     | 24         | 180   | 471,06  |
|       |      | 1       | 1,5      | 3       | 6      | 12         | 90    | 235,53  |
|       |      |         | 1        | 2       | 4      | 8          | 60    | 157,02  |
|       |      |         |          | 1       | 2      | 4          | 30    | 78,51   |
|       |      |         |          |         | 1      | 2          | 15    | 39,255  |
|       |      |         |          |         |        | 1          | 7,5   | 19,6275 |
|       |      |         |          |         |        |            | 1     | 2,6170  |

## Källhänvisningar
1. ↑  "ankare". NE.se .Läst 13 oktober 2014.
2. ↑  Carlsson, Albert W (1993). Med mått mätt : svenska och utländska mått genom tiderna (2., oförändr. utg). Stockholm: LT. sid. 40. Libris 7253576. ISBN 9136031577